# Who Done It? (1949)
Who Done It? (br.: Protejam-se dos protetores) é um filme curta metragem estadunidense de 1949, dirigido por Edward Bernds. É o 114º filme de um total de 190 da série com os Três Patetas produzida pela Columbia Pictures entre 1934 e 1959.

## Enredo
Os Três Patetas são detetives particulares da Agência de Detetives Alerta. Eles são chamados pelo milionário Senhor Goodrich (Senhor Pardal pela dublagem brasileira, interpretado por Emil Sitka). Goodrich teme ser a próxima vítima da Quadrilha Fantasma, bandidos que roubaram outras pessoas da alta sociedade. Quando os Patetas chegam, eles não o encontram. Ele foi aprisionado em um armário pelo seu mordomo (Charles Knight) com a ajuda de seus comparsas da Quadrilha Fantasma. Um deles, uma bela mulher (Christine McIntyre) tenta seduzir e envenenar Shemp. Outro bandido, o monstruoso Nikko (Duke York), persegue os Patetas de quarto em quarto. Os Patetas finalmente encontram Goodrich, que lhes fala dos planos da Quadrilha Fantasma. Uma grande luta acontece com as luzes apagadas e no final, todos ficam inconscientes (similar a Slaphappy Sleuths, de 1950).